# 阿尔格尼亚
阿尔格尼亚，是西班牙巴伦西亚自治区阿利坎特省的一个市镇。总面积19km2，总人口1453人（2001年），人口密度76人/km2。